# Karlstads Stadshus Aktiebolag
Karlstads Stadshus Aktiebolag är ett svenskt förvaltningsbolag som agerar moderbolag för de verksamheter som Karlstads kommun har valt att driva i aktiebolagsform. Bolaget ägs helt av kommunen.

## Bolag
Källa: 
- Karlstad Airport AB
- Karlstads Bostadsaktiebolag
- Karlstads El- och Stadsnät AB
- Karlstads Energi Aktiebolag
- Karlstads Parkeringsaktiebolag
- Mariebergsskogen AB